# Marilson dos Santos
Marilson Gomes dos Santos (Brasilia, 6 augustus 1977) is een Braziliaanse langeafstandsloper uit Ceilandia, vlak bij Brasilia. Hij won in 2006 als eerste Zuid-Amerikaan de New York City Marathon. Hij werd Zuid-Amerikaans kampioen, Ibero-Amerikaans kampioen en meervoudig Braziliaans kampioen. Ook nam hij driemaal deel aan de Olympische Spelen, maar won hierbij geen medailles.

## Biografie
Men ontdekte zijn hardlooptalent op vijftienjarige leeftijd, nadat hij een regionaal jeugdkampioenschap won over 3000 m. In 1995 en 1996 won hij een zilveren medaille op de Zuid-Amerikaanse junioren kampioenschappen 5000 m. In 2004 werd hij zesde op de Marathon van Parijs in een tijd van 2:12.22.
In 2006 won Marilson dos Santos de New York City Marathon. Ook liep hij dat jaar in Kassel een Zuid-Amerikaans record op de 5000 m met een tijd van 13.19,43.
Op 22 april 2007 liep hij een persoonlijk record op de Londen Marathon van 2:08.37. Ook verbeterde hij eerder dat jaar zijn persoonlijke record op de halve marathon tot 59.33. Op de Olympische Spelen van 2008 in Peking was hij genoodzaakt op bij de marathon voor de finish uit te stappen. Op de Olympische Spelen van 2012 in Londen verging het het hem beter op de marathon en finishte op een vijfde plaats. Bij de Spelen van Rio finishte hij de wedstrijd op een 59e plaats.
Marilson dos Santos is getrouwd met Juliana Paula de Azevedo. Zij is wereldkampioene junioren op de 800 m en 1500 m. Hij traint regelmatig met zijn clubgenoot en olympisch medaillewinnaar Vanderlei de Lima.

## Titels
- Zuid-Amerikaans kampioen 5000 m - 2003
- Ibero-Amerikaans kampioen 5000 m - 2006
- Braziliaans kampioen 5000 m - 2003, 2007
- Braziliaans kampioen 10.000 m - 2003 [bron?], 2004, 2007, 2010 [bron?]

## Persoonlijke records
Baan
| Onderdeel | Prestatie            | Datum       | Plaats   |
| --------- | -------------------- | ----------- | -------- |
| 5000 m    | 13.19,43 (ex-AR; NR) | 8 juni 2006 | Kassel   |
| 10.000 m  | 27.28,12 (AR)        | 2 juni 2007 | Neerpelt |

Weg
| Onderdeel      | Prestatie  | Datum           | Plaats  |
| -------------- | ---------- | --------------- | ------- |
| 10 km          | 27.48 (AR) | 14 oktober 2007 | Udine   |
| 15 km          | 42.15      | 14 oktober 2007 | Udine   |
| 20 km          | 56.32      | 14 oktober 2007 | Udine   |
| halve marathon | 59.33 (AR) | 14 oktober 2007 | Udine   |
| 25 km          | 1:14.31    | 9 oktober 2011  | Chicago |
| 30 km          | 1:29.21    | 17 april 2011   | Londen  |
| marathon       | 2:06.34    | 17 april 2011   | Londen  |

## Palmares

### 5000 m
- 1995:  Zuid-Amerikaanse jeugdkamp. - 14.36,88
- 1996: 11e in serie WK junioren - 14.30,99
- 1996:  Zuid-Amerikaanse jeugdkamp. - 14.48,3
- 2003:  Zuid-Amerikaanse kamp. - 13.52,15
- 2003:  Pan-Amerikaanse Spelen - 13.56,90
- 2006:  Ibero-Amerikaanse kamp. - 13.42,88
- 2006: 5e Wereldbeker - 13.47,15
- 2007:  Pan-Amerikaanse Spelen - 13.30,87
- 2010:  Ibero-Amerikaanse kamp. - 13.34,92

### 10.000 m
- 2000:  Ibero-Amerikaanse kamp. - 28.58,74
- 2003:  Pan-Amerikaanse Spelen - 28.49,48
- 2007:  Pan-Amerikaanse Spelen - 28.09,30
- 2013:  Pan-Amerikaanse Spelen - 29.00,64

### 10 km
- 1999:  Corrida dos Carteiros in Brasilia - 29.46
- 1999:  Tribuna FM in Santos - 28.30
- 1999:  Prova Podestre Diario Popular in Sao Paulo - 29.35
- 1999: 5e Corpore Sao Paulo Classic - 29.38
- 2000:  Correios in Brasilia - 29.03
- 2000: 4e Sao Paulo Classic - 29.37
- 2001: 4e Corrida de Reis in Brasilia - 29.47
- 2001:  Corrida Integracao in Campinas - 29.56
- 2002:  Corrida dos Carteiros in Brasilia - 29.23
- 2002:  San Pablo Classic - 29.37
- 2003: 4e Corrida Internacional de San Fernando in Punta del Este - 29.36
- 2003:  Santos - 28.18
- 2004:  Tribuna in Santos - 28.27
- 2005:  Trofeo Ciudad de San Pablo - 29.05
- 2005:  Tribuna in Santos - 28.30
- 2005:  Brasilia Super - 29.25
- 2006:  Corrida Internacional de San Fernando in Punta del Este - 28.13
- 2006:  Carrera 10K Tribuna in Santos - 28.27
- 2007:  Tribuna in Santos - 28.20
- 2007:  Volkswagen Run in Sao Bernardo - 28.45
- 2008:  Trofeo Ciudad de San Pablo - 29.12
- 2008:  Healthy Kidney in New York - 28.31
- 2009:  Corrida Tribuna in Santos - 28.16
- 2010:  Corrida Complementaria in San Pablo - 29.06
- 2010:  Tribuna in Santos - 28.18
- 2011:  Carrera Tribuna in Santos - 27.59
- 2011:  Corrida 144 Años de Sogipa in Porto Alegre - 28.27
- 2012:  Circuito Caixa/CBAT in Sao Paulo - 29.12
- 2013:  Volta Pedestre de Itu - 29.38
- 2014:  Corrida dos Reis in Sao Caetano do Sul - 29.46

### 15 km
- 1999: 4e São Silvestre in Sao Paulo - 44.57
- 2001: 5e Prova Pedestre Sargento Gonzaguinha in Sao Paulo - 45.01
- 2001: 4e São Silvestre Road Race in São Paulo - 44.43
- 2002:  São Silvestre in São Paulo - 45.06
- 2003:  Prueba Sargento Gonzaguinha in Sao Paulo - 44.23
- 2003:  São Silvestre Road Race in São Paulo - 43.49
- 2005:  São Silvestre Road Race in São Paulo - 44.21
- 2010:  Carrera Sargento Gonzaguinha in Sao Paulo - 44.23
- 2010:  São Sylvestre in Sao Paulo - 44.04

### 10 Eng. mijl
- 2000:  Garoto - 47.35
- 2002:  Garotho - 47.41
- 2004:  Garoto - 47.53
- 2006:  Garoto - 47.39
- 2010:  Garoto - 47.45

### halve marathon
- 1997:  Universiade - 1:03.22
- 1999:  Universiade - 1:04.05
- 2000:  halve marathon van Rio de Janeiro - 1:02.12
- 2002:  halve marathon van Santo Andre - 1:04.37
- 2002:  halve marathon van Sao Paulo - 1:04.33
- 2002:  halve marathon van Rio de Janeiro - 1:03.35
- 2004:  halve marathon van Medellín - 1:03.56
- 2007: 4e halve marathon van Lissabon - 1:00.42
- 2007: 7e WK in Udine - 59.33 (AR)
- 2008:  halve marathon van Santo Andre - 1:02.57
- 2008: 4e halve marathon van Bogotá - 1:05.59
- 2008: 8e WK in Rio de Janeiro - 1:03.14
- 2009:  halve marathon van San Pablo - 1:04.34
- 2009: 17e WK in Birmingham - 1:02.41
- 2011:  halve marathon van San Pablo - 1:03.12
- 2011:  halve marathon van Buenos Aires - 1:01.13
- 2012:  halve marathon van San Pablo - 1:01.46
- 2013: 4e halve marathon van Medellín - 1:05.36

### marathon
- 2002:  Saint Silvester Marathon
- 2003:  Saint Silvester Marathon
- 2004: 6e marathon van Parijs - 2:12.22
- 2004: 6e Chicago Marathon - 2:08.48
- 2005: 10e WK in Helsinki - 2:13.40
- 2005:  Saint Silvester Marathon
- 2006:  New York City Marathon - 2:09.58
- 2007: 8e Londen Marathon - 2:08.37
- 2007: 8e New York City Marathon - 2:13.47
- 2008: DNF OS in Peking
- 2008:  New York City Marathon - 2:08.43
- 2009: 16e WK in Berlijn - 2:15.13
- 2010: 6e Londen Marathon - 2:08.46
- 2010: 7e New York City Marathon - 2:11.51
- 2011: 4e Londen Marathon - 2:06.34
- 2012: 8e marathon van Londen - 2:08.03
- 2012: 5e OS in Londen - 2:11.10
- 2013: 6e Marathon van Berlijn - 2:09.24
- 2015: 9e marathon van Hamburg - 2:11.00
- 2016: 59e OS in Rio - 2:19.09

### veldlopen
- 1996:  Zuid-Amerikaanse kamp. - 26.09
- 1999: 84e WK lange afstand - 43.28
- 2000:  Zuid-Amerikaanse kamp. - 37.59
- 2008:  Zuid-Amerikaanse kamp. - 37.28
- 2008: 53e WK - 37.17